# واتارو موروفوشی
واتارو موروفوشی (انگلیسی: Wataru Murofushi؛ زادهٔ ۱۳ ژوئن ۱۹۹۵) بازیکن فوتبال است.